# Kimiko Suzuki
Kimiko Suzuki (* 1929; † 1992) war eine japanische Architektin. Sie besuchte die 1901 gegründete Japan Women’s University  (日本女子大学, Nihon Joshi Daigaku) in Tokio und war deren erste Absolventin im Studiengang Wohnungswesen. Auf Grund der wirtschaftlichen Rezession in Japan nach dem Zweiten Weltkrieg fand sie nach dem Studienende keine Anstellung in einem Planungsbüro. Stattdessen trat sie als erste Arbeitsstelle in ein Verlagshaus ein. Dort hatte man ihr das gleiche Gehalt wie einem Mann versprochen.
Nach ihrer Heirat fand Suzuki Arbeit in einem Architekturbüro und erfüllte zwei Rollen: Sie übernahm die traditionellen Aufgaben einer japanischen Frau in einer großen Familie und arbeitete gleichzeitig weiter für ein Architekturbüro, oft bis spät in die Nacht. Die Pflege der Eltern ihres Mannes zwang sie nach einiger Zeit, die Stelle beim externen Arbeitgeber zu verlassen. Als Architektin arbeitete sie jedoch weiter. Sie machte sich selbstständig und eröffnete ein Büro in ihrem Haus. Dort entwarf sie Wohnprojekte, einen Kindergarten und eine medizinische Klinik.
Mit 50 Jahren erkrankte sie an Krebs. Sie zog sich nach einem langen Kampf mit der Krankheit mit 60 Jahren aus ihrer Tätigkeit als Architektin zurück. Drei Jahre später verstarb sie im Alter von 63 Jahren.
Der Nachlass der Architektin befindet sich im International Archive of Women in Architecture (IAWA) in der Newman Library (Virginia Polytechnic Institute and State University). Darunter befindet sich auch eine Zeichnung mit Grundriss und Vogelperspektive des 1967 von Kimiko Suzuki fertiggestellten Wohnhauses für Susume Abe, einer in Japan bekannten Bildungskritikerin.